# Christine Lavant
 (mai 2017).
Si vous disposez d'ouvrages ou d'articles de référence ou si vous connaissez des sites web de qualité traitant du thème abordé ici, merci de compléter l'article en donnant les références utiles à sa vérifiabilité et en les liant à la section « Notes et références ».
Pour les articles homonymes, voir Lavant.
Christine Lavant, pseudonyme de Christine Habernig (née Christine Thonhauser le 4 juillet 1915 à St. Stefan im Lavanttal (vallée du fleuve Lavant en allemand) dans l'est de la Carinthie autrichienne, et morte le 7 juin 1973 à Wolfsberg) est une écrivaine et artiste autrichienne.

## Biographie
Sa biographie d'avant-guerre est encore peu renseignée. Neuvième enfant d'une pauvre famille de mineurs, elle souffre d'adénopathie tuberculeuse, de tuberculose pulmonaire, de pneumonie, d'otite moyenne aiguë, et de dépression. Elle ne peut achever sa scolarité secondaire, et vit à la maison familiale : lire, écrire, peindre, tricoter. Au cours d'un traitement médical à Klagenfurt, un médecin lui offre un livre de Rainer Maria Rilke, qui transforme sa vie.
En 1939, après la mort de ses parents, elle épouse Josef Habernig, peintre, et ancien propriétaire terrien, son aîné de presque 35 ans.
En 1945, l'éditeur allemand Viktor Kubczak découvre et publie sa littérature narrative, dont elle aurait détruit l'essentiel dans les années 1930, pour n'avoir pas pu être éditée.
Son œuvre poétique lui vaut de nombreux prix littéraires dans son pays.

## Œuvres

### Poésie
- L'Amour inachevé (Die unvollendete Liebe), 1949
- L'Écuelle du mendiant
- Fuseau dans la lune
- Le Cri du paon

### Prose
- L'Enfant (Das Kind), 1948
- La Mal-née (Das Wechselbälgchen), 1998

### En traduction
- Les Étoiles de la faim, « Orphée », La Différence, 1993. Choix et traduction de Christine et Nils Gascuel, présentation de Nils Gascuel.
- Das Kind (L'Enfant), Léo Scheer, 2006. Traduit par François Mathieu.
- La Mal-née, Nouvelles Éditions Lignes, 2008. Traduit par François Mathieu.
- Un art comme le mien n'est que vie mutilée, Nouvelles Éditions Lignes, 2009. Anthologie de poèmes choisis, traduits et présentés par François Mathieu.
- Je veux partager le pain avec les fous, Fissile, 2015. Choix de poèmes, traduit par Hugo Hengl.
- Oiseau solaire, suivi de Rejette ta glaise, Harpo &, 2019. Traduction et postface Hugo Hengl.

## Récompenses
- 1954 et 1964 : Prix Anton-Wildgans
- 1964 : Prix Georg-Trakl
- 1970 : Großer Österreichischer Staatspreis